# Dimitri II
Dimitri II «El Falso» (en ruso: Лжедимитрий II, otras transliteraciones: Dmitriy, Dmitri, Dmitrii), también llamado el rebelde de Túshino, fue el segundo de tres pretendientes al trono de Rusia pretendiendo ser el zarévich Dimitri Ivánovich de Rusia, el hijo menor de Iván el Terrible. El Dimitri real murió en circunstancias desconocidas en 1591 —lo más probable es que fuera asesinado en la residencia de infantazgo de su madre viuda en Uglich—.
El segundo Dimitri el Falso apareció en escena alrededor de 1607 en Starodub. Se cree que pudo ser un el hijo de un sacerdote o un judío converso, y había recibido una educación bastante elevada relativamente para ese tiempo. Hablaba tanto ruso como polaco, siendo experto en asuntos litúrgicos. Al principio fingió ser el boyardo moscovita Nagói, pero confesó bajo tortura ser el zarévich Dimitri, tras lo que le fue tomado juramento, uniéndosele miles de cosacos, polacos, y moscovitas.
En el curso de ese año, Jerzy Mniszech, padre de Marina Mniszech, viuda del primer falso Dimitri, «reunió» —en el sentido de que esta ya había estado «casada con él», con el personaje que figuraba ser— a este Dimitri con Marina, la cual reconoció en seguida a su marido «milagrosamente salvado», pese a que no se parecía en nada (se casaron en secreto para tranquilizar la conciencia de ella). Este hecho le procuró el apoyo de los magnates de la Mancomunidad de Polonia-Lituania que habían apoyado al primer falso Dimitri. Adam Wiśniowiecki, Roman Różyński, y Jan Sapieha decidieron financiarlo y poner bajo su mando a 7 500 soldados, entre ellos a Aleksander Józef Lisowski, líder de la banda infame de mercenarios conocida posteriormente como los Lisowczycy. 
Rápidamente capturó Karachev, Briansk y otras ciudades, tras lo que fue reforzado por los polacos. En primavera de 1608 avanzó hacia Moscú, encontrando al ejército del zar Vasili Shuiski en Bóljov. Las promesas de la confiscación de las tierras de los boyardos hicieron que mucha gente se pusiera de su lado. El pueblo de Túshino, a doce verstás de la capital, se convirtió en un campamento armado donde Dimitri reunió a su ejército, que incluía inicialmente a 7 000 soldados polacos, 10 000 cosacos y otros 10 000 soldados de origen variopinto, entre los que se encontraban antiguos miembros de la rebelión de Zebrzydowski. Sus fuerzas pronto excederían los 100 000 hombres. Tras la captura del patriarca Filareto, fue nombrado por él, Patriarca de Moscú y de todas las Rusias, ganando la alianza de las ciudades de Yaroslavl, Kostromá, Vólogda, Kashin y otras.

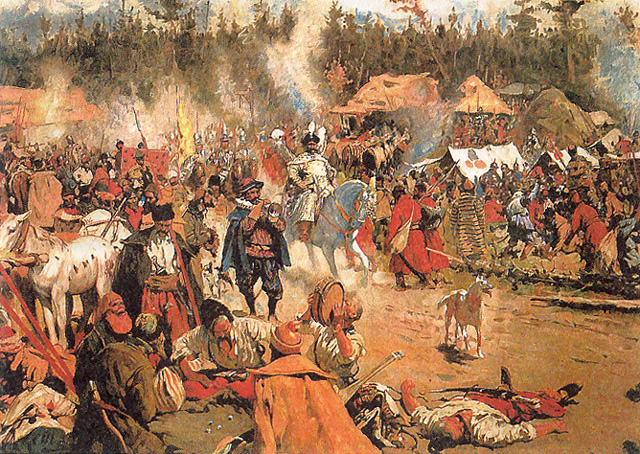
Campamento de Dimitri en Túshino.

La llegada del rey Segismundo III Vasa a Smolensk fue la causa de que la mayoría de que sus partidarios polacos desertaran y se unieran a las fuerzas del rey polaco. Al mismo tiempo, un gran ejército ruso-sueco bajo el mando de Mijaíl Skopin-Shuiski y Jacob De la Gardie se acercaba a Túshino, forzándole a huir de su campamento disfrazado de campesino e ir a Kostromá, donde Marina se le unió, viviendo regiamente. Con el apoyo de los cosacos del Don, realizó otro ataque contra Moscú y recuperó el control sobre todo el sudeste de Rusia. De todos modos, fue asesinado, mientras estaba ebrio, el 11 de diciembre de 1610 por un príncipe de origen tártaro, Piotr Urúsov, al que había fustigado. El hetman Stanisław Żółkiewski describe este acontecimiento en su memorias:

Habiendo bebido en abundancia durante la cena ... ordenó que le prepararan un trineo, ya que quería seguir la fiesta en el campo. Saliendo a campo abierto, bebió con algunos boyardos. El príncipe Piotr Urúsov, con otros jinetes, con los que estaba aliado, montaban detrás de él, aparentemente escoltándolo. Y cuando el impostor ya había bebido mucho con los boyardos, Urúsov sacó una pistola que tenía preparada de su pistolera, y galopando hasta el trineo, primero le disparó, y después le cortó la cabeza y manos con su sable...